# Andy C
Andy C (* 1976 in Walsall; bürgerlich Andrew Clarke) ist ein britischer Jungle- und Drum-and-Bass-Musiker und DJ.

## Leben
Andy C wuchs in Essex auf und legt Musik seit seinem 14. Lebensjahr auf. 2002 schaffte er es mit Body Rock zusammen mit Shimon in die britischen Singlecharts, was für eine Drum-and-Bass-Scheibe ungewöhnlich ist. Er ist der Kopf des einflussreichen Labels Ram Records aus Hornchurch, das er zusammen mit Ant Miles gründete. Neben den beiden veröffentlichen auch Shimon, RedOne, Moving Fusion, Sub Focus und DJ Fresh (ehemals als Bad Company).
Er betätigt sich auch als DJ, wobei er sich durch schnelle Mixes auf bis zu vier Plattenspielern auszeichnet. Zusammen mit seinem älteren Freund Ant Miles bildet er das Duo Origin Unknown, mit Shimon zusammen Ram Trilogy. 2002 begann seine Compilation-Reihe „Nightlife“, welche unter anderem aktuelle Tracks von Interpreten seines Labels, Ram Records, enthält.
Im November 2013 wurde Andy C bei den „Bass Music Awards“ als Ambassador of Bass Music ausgezeichnet. Zudem gewann sein Label Ram Records dreimal in Folge (2012–2014) die Auszeichnung „Best Label“ bei den Drum & Bass Arena Awards.

## Diskografie

### EPs
- 1992: Sour Mash[5]
- 1993: Bass Logic

### Kompilationen
- 1995: Pure Rollers
- 2001: RAM Raiders – The Mix
- 2002: Trouble On Vinyl Presents Clash Of The Titans
- 2002: World Dance: XPRS YRSLF
- 2002: Nightlife
- 2002: Andy C – Drum & Bass Arena
- 2002: Andy C – Drum & Bass Arena, Version 2
- 2004:	FabricLive.18
- 2004: Nightlife 2
- 2006:	Nightlife 3
- 2007:	Andy C – Drum & Bass Arena: Babylon
- 2007: Andy C & Grooverider – Drum & Bass Arena
- 2008:	Nightlife 4
- 2010:	Nightlife 5
- 2012: Mixmag 07/12
- 2013:	Nightlife 6

### Singles
- 1993: Slip N’ Slide / Bass Constructor
- 1994: Sound Control / Feel It
- 1994: Cool Down / Rasta Man
- 1995: Cool Down / Roll On
- 1995: Sound Control / Feel It (Remixes, Randall & Andy C)
- 1996: Music 4 The 90’s Remix / Untitled
- 1998: Untitled / Secrets (feat. Shimon)
- 2001: Body Rock (Shimon & Andy C)
- 2002: Untitled (feat. DJ Die)
- 2001: Get Ready / Waterhouse
- 2013: Haunting / Workout
- 2014: Heartbeat Loud (feat. Fiora)
- 2016: New Era
- 2017: What Bass
- 2019: Till Dawn
- 2019: Back & Forth